# Ignite (gruppo musicale)
Gli Ignite sono un gruppo hardcore punk statunitense di Orange County, California.

## Storia degli Ignite
La band è stata formata nel 1993, propone testi politici, alcuni dei quali parlano dell'oppressione comunista e della rivoluzione del popolo ungherese (a cui appartiene il cantante Zoli Téglás) come ad esempio Poverty For All e A Place Called Home, brani tradizionali (A Csitari Hegyek Alatt) e della resistenza ungherese  (Hazam Hamam, traccia bonus di Our Darkest Days). La band ha riproposto anche il brano Sunday Bloody Sunday degli U2.
Gli Ignite hanno inoltre dato il loro appoggio ad organizzazioni come Earth First!, Medici Senza Frontiere o Sea Shepherd.

## Formazione

### Formazione attuale
- Eli Santana - voce
- Nik Hill - chitarra
- Kevin Kilkenny - chitarra
- Brett Rasmussen - basso
- Craig Anderson - batteria

### Ex componenti
- Zoltan Teglas
- Casey Jones
- Joe Foster
- Joe Nelson
- Randy Johnson
- Kevin Kilkenny
- Brian Balchack
- Gavin Oglesby

## Discografia
Album di studio
- 1994 - Scarred for Life
- 1995 - Family
- 1995 - Call on My Brothers
- 2000 - A Place Called Home
- 2006 - Our Darkest Days
- 2016 - A War Against You
- 2022 - Ignite

Album dal vivo
- 2009 - Our Darkest Days: Live

Raccolte
- 1996 - Straight Ahead

Split
- 1996 - Ignite / Good Riddance
- 1997 - Ignite / X-Acto

EP
- 1995 - In My Time
- 1996 - Past Our Means

## Gruppi correlati
- Against The Wall - Randy Johnson
- Crescent Shield - Craig Anderson
- Drift Again - Randy Johnson
- Eleven Thirty-Four - Brian Balchack
- Justice League - Casey Jones
- The Killing Flame - Casey Jones, Joe Foster, Joe Nelson
- No For An Answer - Casey Jones
- Pushed Aside - Randy Johnson
- Seven Witches - Craig Anderson
- Speak Seven One Four - Joe Foster
- Triggerman - Joe Nelson
- The Twilight Transmission - Brian Balchack
- Unity - Joe Foster
- Zoli Band - Zoli Téglás, Brett Rasmussen, Brian Balchack, Kevin Kilkenny